# Episodi di Robot Chicken (nona stagione)
La nona stagione della serie animata Robot Chicken, composta da 20 episodi, è stata trasmessa negli Stati Uniti, da Adult Swim, dal 10 dicembre 2017 al 22 luglio 2018.
In Italia la stagione è inedita.
| nº | Titolo originale                                                                          | Prima TV USA     |
| -- | ----------------------------------------------------------------------------------------- | ---------------- |
| 1  | Freshly Baked: The Robot Chicken Santa Claus Pot Cookie Freakout Special: Special Edition | 10 dicembre 2017 |
| 2  | Hey I Found Another Sock                                                                  | 17 dicembre 2017 |
| 3  | Scoot to the Gute                                                                         | 7 gennaio 2018   |
| 4  | Things Look Bad for the Streepster                                                        | 14 gennaio 2018  |
| 5  | Mr. Mozzarellas Hamburger Skateboard Depot                                                | 21 gennaio 2018  |
| 6  | Strummy Strummy Sad Sad                                                                   | 28 gennaio 2018  |
| 7  | 3 2 1 2 333, 222, 3...66?                                                                 | 4 febbraio 2018  |
| 8  | We Don't See Much of That in 1940s America                                                | 11 febbraio 2018 |
| 9  | Ext. Forest - Day                                                                         | 18 febbraio 2018 |
| 10 | Factory Where Nuts Are Handled                                                            | 25 febbraio 2018 |
| 11 | Never Forget                                                                              | 20 maggio 2018   |
| 12 | Shall I Visit the Dinosaurs?                                                              | 27 maggio 2018   |
| 13 | What Can You Tell Me About Butt Rashes                                                    | 3 giugno 2018    |
| 14 | Gimme That Chocolate Milk                                                                 | 10 giugno 2018   |
| 15 | Why Is It Wet?                                                                            | 17 giugno 2018   |
| 16 | Jew #1 Opens a Treasure Chest                                                             | 24 giugno 2018   |
| 17 | He's Not Even Aiming the at the Toilet                                                    | 1º luglio 2018   |
| 18 | Your Mouth Is Hanging Off Your Face                                                       | 8 luglio 2018    |
| 19 | No Wait, He Has a Cane                                                                    | 15 luglio 2018   |
| 20 | Hi.                                                                                       | 22 luglio 2018   |

## Freshly Baked: The Robot Chicken Santa Claus Pot Cookie Freakout Special: Special Edition
- Titolo originale: Freshly Baked: The Robot Chicken Santa Claus Pot Cookie Freakout Special: Special Edition
- Diretto da: Tom Sheppard
- Scritto da: Nick Cron-DeVico, Deirdre Devlin, Mike Fasolo, Seth Green, Tesha Kondrat, Matthew Senreich e Tom Sheppard

### Trama
Robot Chicken si unisce a Babbo Natale per un Natale speciale che non dimenticherà mai; gli elfi del Polo nord sognano di avere dei semplici giocattoli dei Natali passati; Krampus mette una buona parola per l'industria del carbone; e St. Nick finalmente incontra il suo idolo, Jared Leto.
- Guest star: Jason Alexander (Krampus, manager di Babbo Natale, canto di Babbo Natale), Jemaine Clement (narratore), Patrick Stump.
- Ascolti USA: telespettatori 1.098.000 – rating/share 18-49 anni[1].

## Hey I Found Another Sock
- Titolo originale: Hey I Found Another Sock
- Diretto da: Tom Sheppard
- Scritto da: Nick Cron-DeVico, Mike Fasolo, Shelby Fero, Seth Green, Matthew Senreich e Tom Sheppard

### Trama
Gli scrittori di Robot Chicken cercano di andare in ufficio in stile Fury Road; Beavis e Butt-head, da adulti, si riuniscono a tavola col politico Barack Obama; la gang degli Homestar Runner viene eliminata; un giovane Kaiju canta una canzone sull'infanzia, parodiando Caillou; il Nerd visita Westworld - Dove tutto è concesso.
- Guest star: Jim Hanks (Richard Philips), Phil LaMarr (Cancellation Joe, Satana), Katee Sackhoff (Panna Inacidita, segretario), "Weird Al" Yankovic (Kaiju, se stesso).
- Ascolti USA: telespettatori 1.187.000 – rating/share 18-49 anni[2].

## Scoot to the Gute
- Titolo originale: Scoot to the Gute
- Diretto da: Tom Sheppard
- Scritto da: Nick Cron-DeVico, Mike Fasolo, Shelby Fero, Seth Green, Matthew Senreich e Tom Sheppard

### Trama
Dottoressa Peluche va al pronto soccorso con sua madre; gli investitori non sono molto entusiasti della prima generazione di ospiti di Westworld; la banda di Scooby-Doo racconta dei loro veri sentimenti, con risultati pericolosi.
- Guest star: Linda Cardellini (Velma Dinkley, Peppa-Mint), Shelby Fero (Dottoressa Peluche, Daisy, ragazze dello Chef Club), Sarah Michelle Gellar (Daphne Blake, Bubbleisha), Matthew Lillard (Shaggy Rogers, Mike Wolfe), Freddie Prinze Jr. (Fred Jones, Padre), Fred Savage (Oswald, Steve, investitore di Westworld).
- Ascolti USA: telespettatori 1.153.000 – rating/share 18-49 anni[3].

## Things Look Bad for the Streepster
- Titolo originale: Things Look Bad for the Streepster
- Diretto da: Tom Sheppard
- Scritto da: Nick Cron-DeVico, Mike Fasolo, Shelby Fero, Seth Green, Matthew Senreich e Tom Sheppard

### Trama
La femmina del villaggio di Animal Crossing si unisce al The Smashing Games; Daniel Tiger impara la lezione più difficile di sempre; il Nerd partecipa al game show Nick Arcade, ma dopo aver vinto scopre che dovrà fare i conti con degli ostacoli invisibili che appaiono nel green screen dietro di lui; il musical Cats arriva nelle case della gente; Edward mani di forbice, Freddy Krueger e Wolverine tagliano le siepi di una vecchia signora; Jabber Jaw va in vacanza all'isola di Amity.
- Guest star: Ashley Holliday (Lily, Tina, Shelly), Phil Moore (se stesso), Eric Christian Olsen (Martin Brody, Basil of Baker Street, Logan 5), Katee Sackhoff (Panna Inacidita, ragazza dark, Wii Fit Trainer), Eden Sher (Karen, Sarah, topo vedovo).
- Ascolti USA: telespettatori 1.135.000 – rating/share 18-49 anni[4].

## Mr. Mozzarellas Hamburger Skateboard Depot
- Titolo originale: Mr. Mozzarellas Hamburger Skateboard Depot
- Diretto da: Tom Sheppard
- Scritto da: Nick Cron-DeVico, Mike Fasolo, Shelby Fero, Seth Green, Matthew Senreich e Tom Sheppard

### Trama
Il team scopre le emozioni dell'età adulta in Inside Out 2; il maiale di Black Mirror decide di raccontare tutto a Howard Stern; il Nerd si fa strada attraverso Star Wars - Il risveglio della Forza.
- Guest star: Bob Bergen (Luke Skywalker), Rachael Leigh Cook (Rey, Sarah Altman), Nat Faxon (Poe Dameron), Keith Ferguson (Finn, Burnham), Carla Gugino (Joyce Byers, Meg Altman), Ross Marquand (Ian Solo, Jack Reacher, cacciatore), Catherine Taber  (Generale Leila Organa, Joy).
- Ascolti USA: telespettatori 1.144.000 – rating/share 18-49 anni.[5]

## Strummy Strummy Sad Sad
- Titolo originale: Strummy Strummy Sad Sad
- Diretto da: Tom Sheppard
- Scritto da: Deirdre Devlin, Mike Fasolo, Seth Green, Kiel Kennedy, Matthew Senreich e Ellory Smith

### Trama
Fred Flintstone cerca di salvarsi la pelle dopo che i dinosauri hanno deciso di fare una rivoluzione; Sebastian ha dei problemi con il sindacato e la sua orchestra; l'Universo cinematografico Marvel tiene un intervento per Jessica Jones.
- Guest star: Samaire Armstrong (Trish Walker, Patti Mayonnaise), Hugh Dancy (Daredevil, Manimal, Dr. Jonathan Chase), John DiMaggio (uomo nell'asilo, Dinosaur Crane, rapitore), Isaiah Mustafa (Cottonmouth, Rana, Avvocato), Patton Oswalt (Brock, Quailman, Flamengo), Jill Talley (Misty, Lisa, Pamela Voorhees), Fred Tatasciore (Donald Trump, David, Wilson Fisk, Mr. Jones).
- Ascolti USA: telespettatori 1.186.000 – rating/share 18-49 anni.[6]

## 3 2 1 2 333, 222, 3...66?
- Titolo originale: 3 2 1 2 333, 222, 3...66?
- Diretto da: Tom Sheppard
- Scritto da: Deirdre Devlin, Mike Fasolo, Seth Green, Kiel Kennedy, Matthew Senreich e Ellory Smith

### Trama
Harriet di Professione? Spia! sta cercando di adattarsi al mondo moderno della guerra informatica; Alvin and the Chipmunks cantano al Coachella Valley per la prima e ultima volta.
- Guest star: Dane Cook (capo di Harriet's Boss, Topo Cuore Impavido, Dave Seville), Tamara Garfield (Selena Gomez), Clare Grant, Howie Mandel (se stesso), Justin Roiland, Michelle Trachtenberg (Harriet).
- Ascolti USA: telespettatori 1.167.000 – rating/share 18-49 anni.[7]

## We Don't See Much of That in 1940s America
- Titolo originale: We Don't See Much of That in 1940s America
- Diretto da: Tom Sheppard
- Scritto da: Deirdre Devlin, Mike Fasolo, Seth Green, Kiel Kennedy, Matthew Senreich e Ellory Smith

### Trama
Miss Frizzle fa di tutto per sopravvivere quando lo scuolabus magico si schianta in montagna; Harry Potter rivive i suoi anni d'oro; Dominic Toretto diventa furioso per il Titanic.
- Ascolti USA: telespettatori 998.000 – rating/share 18-49 anni.[8]

## Ext. Forest - Day
- Titolo originale: Ext. Forest - Day
- Diretto da: Tom Sheppard
- Scritto da: Deirdre Devlin, Mike Fasolo, Seth Green, Kiel Kennedy, Matthew Senreich e Ellory Smith

### Trama
Gli autori non riescono a comprendere le regole di Fight Club; Zack Morris si prende una pausa dagli Avengers; riflessioni sul fatto che il flashback raccontato dall'anziana Rose del Titanic fosse solo una favola.
- Ascolti USA: telespettatori 1.248.000 – rating/share 18-49 anni.[9]

## Factory Where Nuts Are Handled
- Titolo originale: Factory Where Nuts Are Handled
- Diretto da: Tom Sheppard
- Scritto da: Nick Cron-DeVico, Deirdre Devlin, Mike Fasolo, Seth Green, Tesha Kondrat, Matthew Senreich e Tom Sheppard

### Trama
Robot Chicken espone il suo monster in my pocket; Megatron si spinge oltre in Transformers: Beast Wars; Willy il Coyote cerca di imparare le regole del delitto perfetto.
- Ascolti USA: telespettatori 1.054.000 – rating/share 18-49 anni.[10]

## Never Forget
- Titolo originale: Never Forget
- Diretto da: Tom Sheppard
- Scritto da: Nick Cron-DeVico, Deirdre Devlin, Mike Fasolo, Seth Green, Tesha Kondrat, Matthew Senreich e Tom Sheppard

### Trama
Si scopre il vero motivo per cui Indiana Jones odia i serpenti; Maxwell Lord scopre il punto debole di Supergirl; Date My Mom racconta la storia di Jessica Rabbit.
- Ascolti USA: telespettatori 1.086.000 – rating/share 18-49 anni.[11]

## Shall I Visit the Dinosaurs?
- Titolo originale: Shall I Visit the Dinosaurs?
- Diretto da: Tom Sheppard
- Scritto da: Nick Cron-DeVico, Deirdre Devlin, Mike Fasolo, Seth Green, Tesha Kondrat, Matthew Senreich e Tom Sheppard

### Trama
Viene raccontata la storia del genocidio di Furby; una conversazione tra i supereroi di Watchmen; la versione di Panna Inacidita del musical The Sound of Music.
- Ascolti USA: telespettatori 1.007.000 – rating/share 18-49 anni.[12]

## What Can You Tell Me About Butt Rashes?
- Titolo originale: What Can You Tell Me About Butt Rashes?
- Diretto da: Tom Sheppard
- Scritto da: Mike Fasolo, Seth Green, Kiel Kennedy, Michael Poisson, Matthew Senreich, Tom Sheppard e Ellory Smith

### Trama
Tiny Tim ottiene delle nuove gambe; un magnaccio educa uno dei suoi operai; la Malvagia Strega dell'Ovest ha alcune confessioni dell'ultimo minuto; Richie Rich riceve una lezione di capitalismo; anche il tenente Dan ottiene delle nuove gambe; le Sailor Scout vogliono i churros insieme a Sailor Earth.
- Ascolti USA: telespettatori 1.055.000 – rating/share 18-49 anni.[13]

## Gimme That Chocolate Milk
- Titolo originale: Gimme That Chocolate Milk
- Diretto da: Tom Sheppard
- Scritto da: Mike Fasolo, Seth Green, Kiel Kennedy, Michael Poisson, Matthew Senreich, Tom Sheppard e Ellory Smith

### Trama
Capitan Planet sperimenta la goccia che fa traboccare il vaso; J. Jonah Jameson ha un segreto che coinvolge Spider-Man; il nerd si rende conto che i suoi problemi derivano dal fatto che gli piace mettere il suo pene nel tubo dell'aspirapolvere; una parodia di Legion.
- Ascolti USA: telespettatori 1.005.000 – rating/share 18-49 anni.[14]

## Why Is It Wet?
- Titolo originale: Why Is It Wet?
- Diretto da: Tom Sheppard
- Scritto da: Mike Fasolo, Seth Green, Kiel Kennedy, Michael Poisson, Matthew Senreich, Tom Sheppard e Ellory Smith

### Trama
La mania per il Pog viene rivisitata; Il travestimento di Mulan si rivela utile; Rita Repulsa pubblicizza le nuove funzioni della sua bacchetta.
- Ascolti USA: telespettatori 1.007.000 – rating/share 18-49 anni.[15]

## Jew No. 1 Opens a Treasure Chest
- Titolo originale: Jew No. 1 Opens a Treasure Chest
- Diretto da: Tom Sheppard
- Scritto da: Mike Fasolo, Seth Green, Kiel Kennedy, Michael Poisson, Matthew Senreich, Tom Sheppard e Ellory Smith

### Trama
Un cattivo di Scooby-Doo realizza l'assurdità del suo piano; l'identità segreta di Super Grover viene rivelata; Calvin di Calvin & Hobbes è cresciuto.
- Ascolti USA: telespettatori 1.037.000 – rating/share 18-49 anni.[16]

## He's Not Even Aiming at the Toilet
- Titolo originale: He's Not Even Aiming at the Toilet
- Diretto da: Tom Sheppard
- Scritto da: Hugh Davidson, Mike Fasolo, Seth Green, Michael Poisson, Matthew Senreich, Mehar Sethi, Tom Sheppard e Erik Weiner

### Trama
Galen Erso cerca di spiegare i punti morti della trama di Rogue One; Peppa Pig e la sua famiglia affrontano le ricadute della Brexit; un plagio di Hamilton.
- Ascolti USA: telespettatori 982.000 – rating/share 18-49 anni.[17]

## Your Mouth Is Hanging off Your Face
- Titolo originale: Your Mouth Is Hanging off Your Face
- Diretto da: Tom Sheppard e Alex Kamer
- Scritto da: Mike Fasolo, Seth Green, Michael Poisson, Matthew Senreich, Mehar Sethi, Tom Sheppard e Erik Weiner

### Trama
Michelangelo delle Tartarughe Ninja seduce il fattorino della pizza; un pesce gatto viene pescato nel programma Human di MTV; Gesù affronta il coniglietto pasquale sul vero significato della Pasqua; L'inaffondabile Molly Brown ottiene un nuovo imbarazzante soprannome dopo essere stata salvata dall'ano di King Kong; una parodia di It Follows in cui una mamma spia quattro amiche sui social media; i Frat Boys assistono alla trasformazione di un autista in un lupo mannaro; un pervertito alla guida di un furgone viene attirato nella macchinina di un bambino; il trucco con le carte di un mago fallisce; un cuoco televisivo viene ucciso da un pulcino nato da un uovo; I Puffi cercano di acquistare dello Sudafed per fare la metanfetamina; il Cuoco Svedese dei Muppet non riesce a superare i controlli di sicurezza dell'aeroporto; un uccello è indotto a pensare che il pene di una talpa sia un verme; Ziggy viene clonato; uno strip club di insetti viene infestato dal Raid; Swiper di Dora l'esploratrice diventa il nuovo esperto di Fox News; Geppetto vuole che la Fata Turchina dia vita alla sua bambola; RoboCop diventa una guardia di sicurezza in una farmacia; i Puffi cercano altro Sudafed; ALF rivela il suo passato musicale.
- Ascolti USA: telespettatori 900.000 – rating/share 18-49 anni.[18]

## No Wait, He Has a Cane
- Titolo originale: No Wait, He Has a Cane
- Diretto da: Tom Sheppard
- Scritto da: Mike Fasolo, Seth Green, Michael Poisson, Matthew Senreich, Mehar Sethi, Tom Sheppard e Erik Weiner

### Trama
Il Diavolo e Gesù pensano che i dipendenti d'ufficio stiano parlando di loro; Due Facce perde al lancio della moneta; in una parodia di The Ring, Tom Sheppard fa la sua imitazione di Ringo Starr; un violino viene sorpreso a suonarsi da solo; Sinistro è una vittima della moda nel programma What Not to Wear di TLC; i cacciatori di torte vengono attaccati; Jon Snow affronta una grande minaccia in Westeros: White Joggers; una bambina impara perché "non dovresti mettere tutte le uova nello stesso paniere"; un alieno eptapode del film Arrival è un concorrente del game show Pictionary; Joker fa cabaret; delle adolescenti in un viaggio in comitiva non sopportano la musica di Bob Dylan; Grizzlor diventa la "parrucca pubica" di He-Man.
- Ascolti USA: telespettatori 900.000 – rating/share 18-49 anni.[18]

## Hi.
- Titolo originale: Hi.
- Diretto da: Tom Sheppard
- Scritto da: Mike Fasolo, Seth Green, Michael Poisson, Matthew Senreich, Mehar Sethi, Tom Sheppard e Erik Weiner

### Trama
Jean-Claude Van Damme viene colpito all'inguine dalle giraffe; una rappresentazione Funko dell'esecuzione di Saddam Hussein; la più grande pubblicità giapponese di tutti i tempi; un mash-up di Io vi troverò e You Can't Do That in televisione; il Grillo Parlante fa visita a Pinocchio, ora diciottenne; Undici di Stranger Things diventa un bullo della scuola; una donna alcolizzata di nome Cindy pensa di essere Wonder Woman; Donald Trump si comporta come i Veruca Salt in una parodia de La fabbrica di cioccolato; il Mostro di Frankenstein urina nell'orinatoio; Mike Lazzo, il presidente di Adult Swim, promette di rinnovare Robot Chicken se uno dei suoi personaggi ricorrenti riuscirà a saltare il Grand Canyon.
- Ascolti USA: telespettatori 1.051.000 – rating/share 18-49 anni.[19]